# شبيه الأذينة
شبيه الأذينة ويُعرف باسم مريمية القدس ونبات لامفيك (الاسم العلمي: Phlomoides)، هو جنس يضم أكثر من 130 نوعًا من النباتات المُزهرة في فصيلة الشفوية، موطنها منطقة البحر الأبيض المتوسط شرقًا عبر آسيا الوسطى إلى الصين. تشمل شبيه الأذينة الآن Notochaete hamosa، والعديد من الأنواع السابقة من جنس الأذينة وسنبلة الصحراء وجميع أنواع Lamiophlomis و Pseuderemostachys.

## الأنواع
تشمل الأنواع التالية:
- Phlomoides alpina
- Phlomoides azerbaijanica
- Phlomoides betonicoides
- Phlomoides bracteosa
- Phlomoides fulgens
- Phlomoides hamosa
- Phlomoides koraiensis – Korean Jerusalem sage[1]
- Phlomoides macrophylla – Maximowicz's Jerusalem sage[1]
- Phlomoides maximowiczii
- Phlomoides melanantha
- Phlomoides milingensis
- Phlomoides oreophila
- Phlomoides ornata
- Phlomoides pratensis
- Phlomoides pulchra
- Phlomoides rotata
- Phlomoides sewerzovii
- Phlomoides spectabilis
- Phlomoides superba
- Phlomoides tianschanica
- أذينة درنية
- Phlomoides umbrosa – shady Jerusalem sage[1]
- Phlomoides younghusbandii